# 카운트다운 (예능 프로그램)
《카운트다운》은 대한민국의 SBS에 방송됐던 예능 프로그램인데 당초 남희석 주영훈이 공동 진행을 맡았으나 남희석은 건강상의 이유 탓인지 5월 10일 방영분을 끝으로 빠졌고 그 이후 한동안 모든 활동을 잠정 중단했다.
이후, 남희석의 뒤를 이어 이혜승 아나운서가 후임으로 들어왔으며 2002년 7월 12일부터 유정현 아나운서와 그룹 핑클 멤버 옥주현이 새 MC로 합류했지만 옥주현은 첫 투입 때부터 가슴이 깊게 파인 옷을 입고 등장해 시청자들로부터 따끔한 눈초리를 샀다.
게다가, 프로그램에 참여한 일반인들을 선정적이고 희화화한 화면의 제물로 삼았다는 지적을 사 2002년 가을개편으로 막을 내려《기분 좋은 밤》 이후 이어진 SBS의 금요일 밤 9시 55분 징크스를 면치 못했다.

## 기획 의도
한주간의 주요 이슈나 인기 연예인들에 관한 궁금증 등의 순위를 매겨 보여주는 오락 프로그램이다.

## 방송 일정
- 2002년 4월 5일 ~ 2002년 10월 25일 : 매주 금요일 밤 9시 55분 ~ 11시

## 진행자
- 주영훈 - 메인 MC (중도하차)
- 남희석 - 메인 MC (중도하차)
- 이혜승 - 메인 MC (남희석 후임)(중도하차)
- 옥주현 - 메인 MC (중도합류)
- 유정현 - 메인 MC (중도합류)
- 박정아 - 메인 MC
- 장유경 - 보조 MC

## 결방
- 2002년 6월 7일 - 8시 15분부터 월드컵 <아르헨티나 VS 잉글랜드> 중계가 길어져 결방
- 2002년 6월 14일 - 7시 50분부터 월드컵 <한국 VS 포르투갈> 중계 편성
- 2002년 6월 21일 - 8시 15분부터 월드컵 8강전 <독일 VS 미국> 중계 편성
- 2002년 9월 20일 - 추석특선영화 《글래디에이터》 편성[4]
- 2002년 10월 11일 - 아시안게임 특집 <북에서 온 손님 - 아름다운 만남> 편성